# 朗維斯

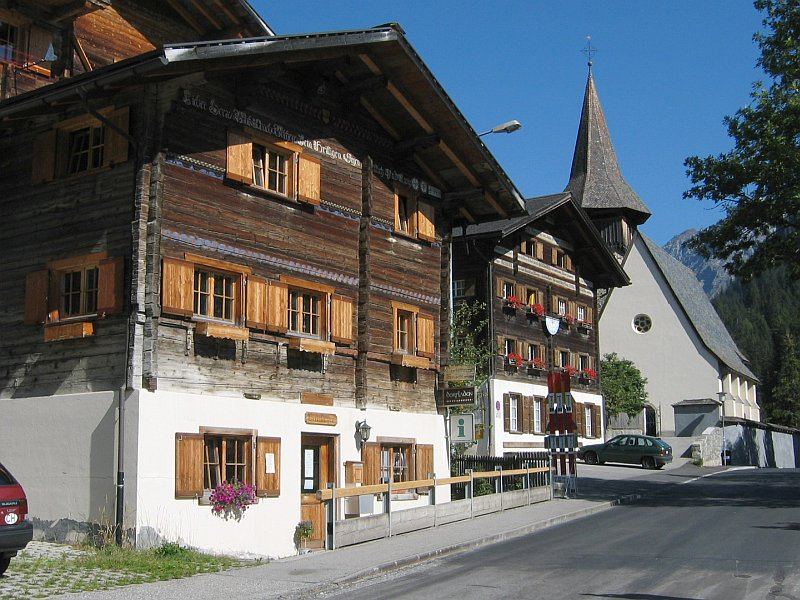

朗維斯是瑞士的城鎮，位於該國東部，由格勞賓登州負責管轄，面積54.85平方公里，約一半土地用作農業，海拔高度1,377米，2010年人口292，人口密度每平方公里5人。

## 外部連結
- Official website （页面存档备份，存于） （德文）
- Area website （德文）